# Кудрявцев (посёлок)
Кудрявцев —поселок в Стародубском муниципальном округе Брянской области.

## География
Находится в западной части Брянской области у северной границы районного центра города Стародуб.

## История
На карте 1941 года показан как поселение с 12 дворами. До 2020 года входил в состав Десятуховского сельского поселения Стародубского района до их упразднения.

## Население
Численность населения: 35 человек в 2002 году (русские 100 %), 34 в 2010.